# موش‌صاریغ دم‌چاق پاراگوئه
موش‌صاریغ دم‌چاق پاراگوئه (نام علمی: Thylamys macrurus) نام یک گونه از سرده موش‌صاریغ‌های دم-چاق است.